# John Wanamaker

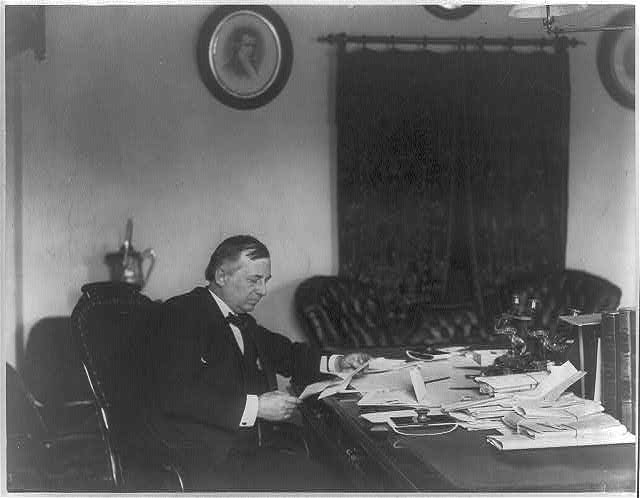
John Wanamaker, c. 1890

John Wanamaker (11 de julio de 1838-12 de diciembre de 1922) fue un comerciante estadounidense, figura cívica, política y religiosa de Filadelfia, ciudad donde fundó un almacén con su nombre (Wanamaker's), que le hizo inmensamente rico. Es considerado como uno de los primeros impulsores del uso intensivo de la publicidad y como un "pionero de la mercadotecnia". Desempeñó el cargo de director general de Correos de los Estados Unidos.

## Primeros años y familia
Wanamaker nació en 1838, en un área rural que con el tiempo se conocería como el vecindario de Grays Ferry en el sur de Filadelfia. Sus padres eran John Nelson Wanamaker, un fabricante de ladrillos originario de Kingwood (Nueva Jersey), y Elizabeth Deshong Kochersperger, hija de un granjero y posadero de Gray's Ferry. Sus antepasados procedían de Rittershoffen en Alsacia, Francia, y del Cantón de Berna en Suiza. A la edad de 19 años fue contratado por la YMCA de Filadelfia, llegando a ser el primer secretario correspondiente de la organización.
En 1860, John Wanamaker se casó con Mary Erringer Brown (1839-1920).
Tuvieron seis hijos (dos murieron en la infancia):
- Thomas Brown Wanamaker (1862-1908), quien se casó con Mary Lowber Welch (1864-1929)
- Lewis Rodman Wanamaker (1863-1928), quien se casó con Fernanda de Henry y Violet Cruger
- Horace Wanamaker (nacido en 1864, murió en la infancia durante la Guerra Civil)
- Harriett E. "Nettie" Wanamaker (1865-1870)
- Mary Brown "Minnie" Wanamaker (1869-1954), que se casó con Barclay Harding Warburton I y fue la madre de Barclay Harding Warburton II.[6]
- Elizabeth "Lillie" Wanamaker (1876-1927), quien se casó con Norman McLeod

El hijo de John Wanamaker, Thomas B., que se especializó en asuntos financieros comerciales, compró un periódico de Filadelfia llamado The American en 1899. Irritó a su padre al asignar columnas regulares a intelectuales radicales, como Henry George, Jr., partidario del impuesto único, el socialista Henry John Nelson (que más tarde sería el abogado de Emma Goldman) y la socialista Caroline H. Pemberton. El joven Wanamaker también comenzó a publicar una edición dominical, lo que ofendió el sentido de su padre de santificar el día del Señor.
Su hijo menor Rodman, graduado por Princeton, vivió en Francia al principio de su carrera. Se le atribuye la creación de la demanda de artículos de lujo franceses en Filadelfia y en los Estados Unidos que persiste hasta el día de hoy, así como el toque artístico que dio a las tiendas de Wanamaker su prestigio. También fue un mecenas de la buena música, organizando espectaculares conciertos de orquesta y órgano en las tiendas Wanamaker de Filadelfia y Nueva York bajo la dirección del director musical Alexander Russell.

## Negocio de grandes almacenes
Wanamaker abrió su primera tienda en 1861, en sociedad con su cuñado Nathan Brown, llamada "Oak Hall", en las calles Sixth y Market en Filadelfia, adyacente a la casa presidencial de George Washington. Oak Hall creció sustancialmente en base al entonces revolucionario principio de Wanamaker: "Un precio y productos retornables". En 1869, abrió su segunda tienda en el 818 de Chestnut Street y capitalizando su propio nombre (debido a la prematura muerte de su cuñado) y su creciente reputación, renombró la empresa como John Wanamaker & Co. En 1875, compró unas cocheras de ferrocarril abandonadas y las convirtió en un gran almacén, con el nombre de John Wanamaker & Co. "The Grand Depot". Wanamaker's se considera la primera tienda por departamentos en Filadelfia.

### Edificio Wanamaker

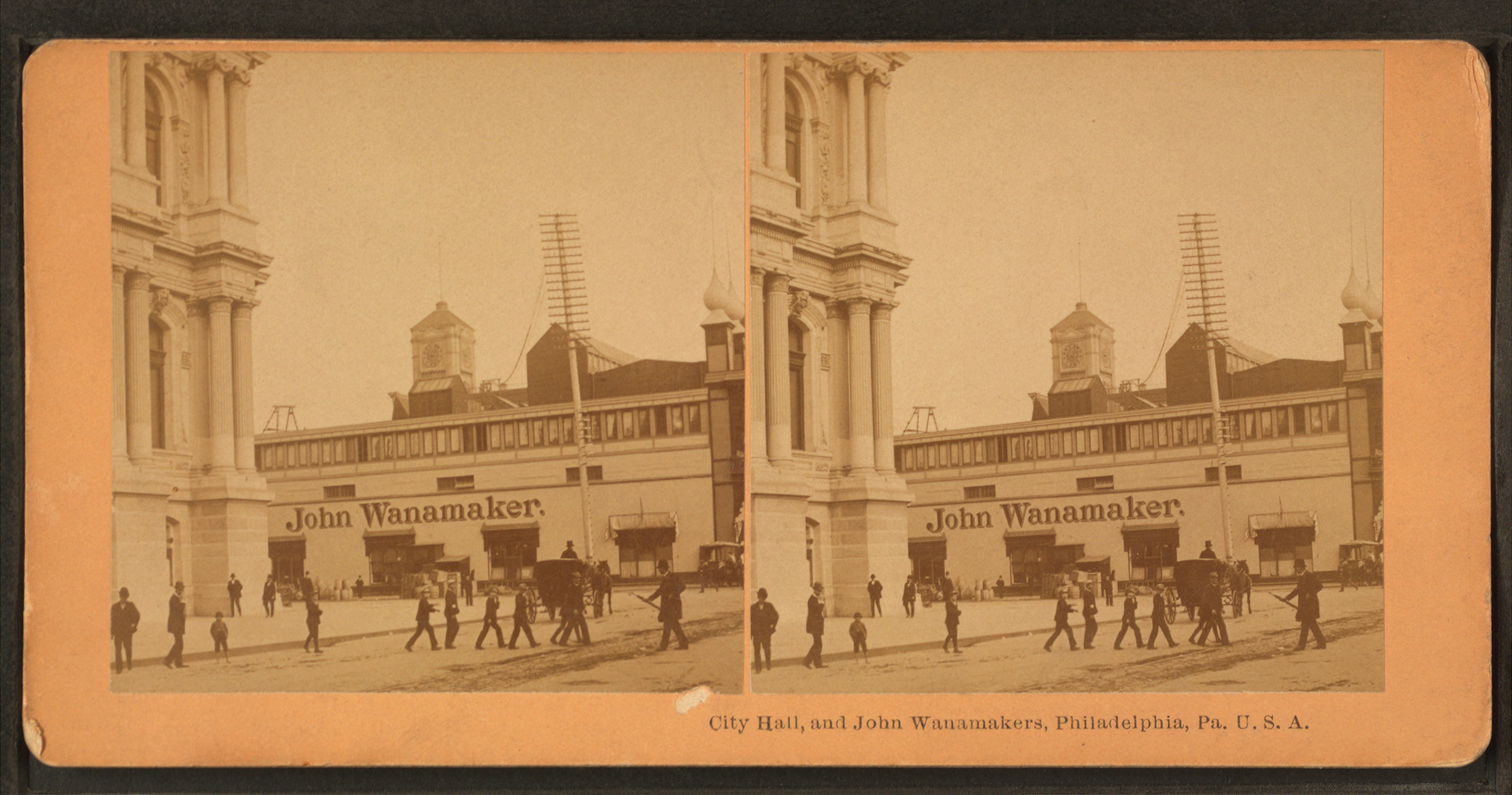
Ayuntamiento y "Grand Depot" de John Wanamaker en el cruce de la calle 13 & Market St., Filadelfia (Fotografía estereográfica)

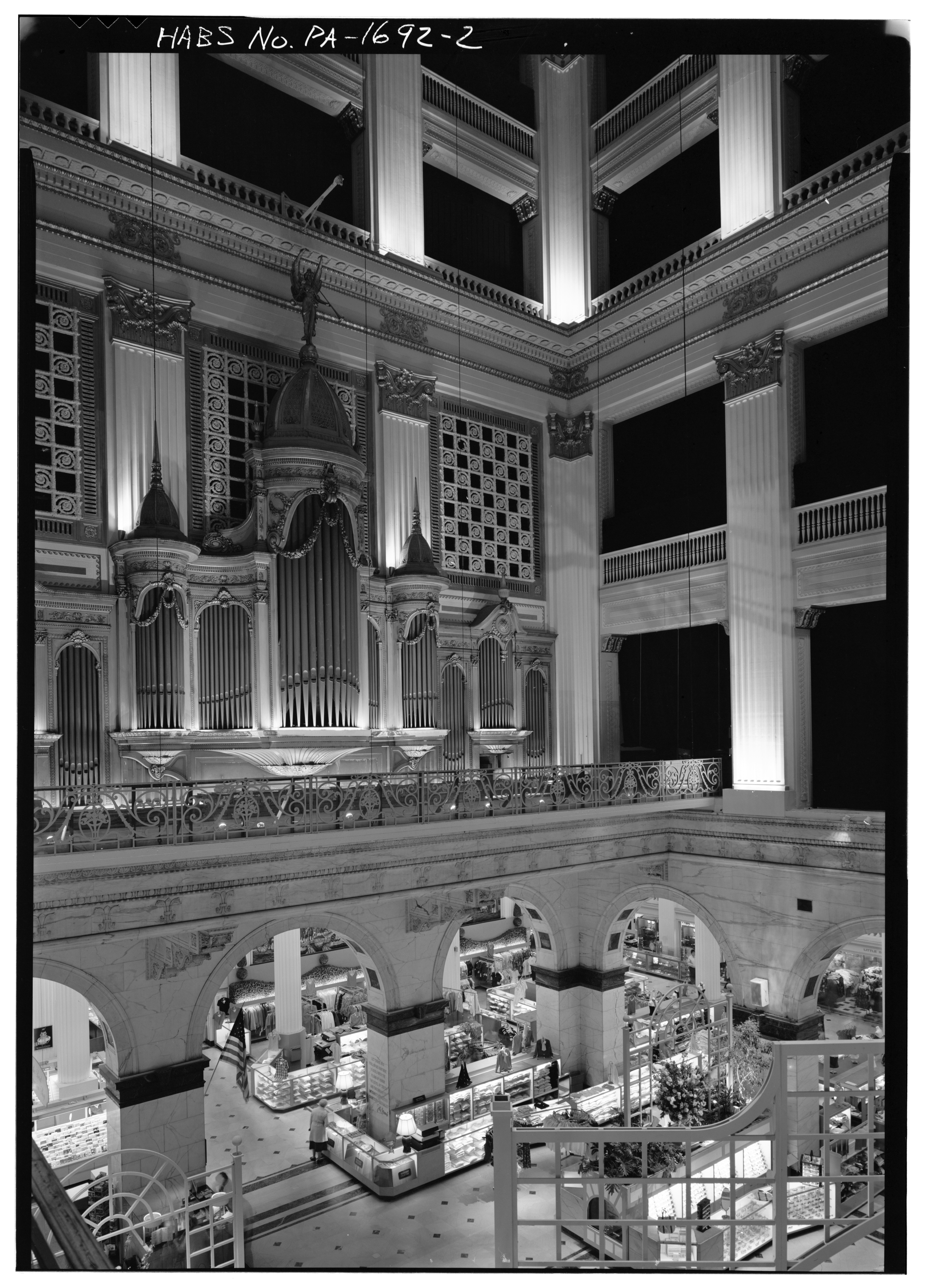
The "Grand Court" - Tienda John Wanamaker, en 13th & Market Sts., Filadelfia

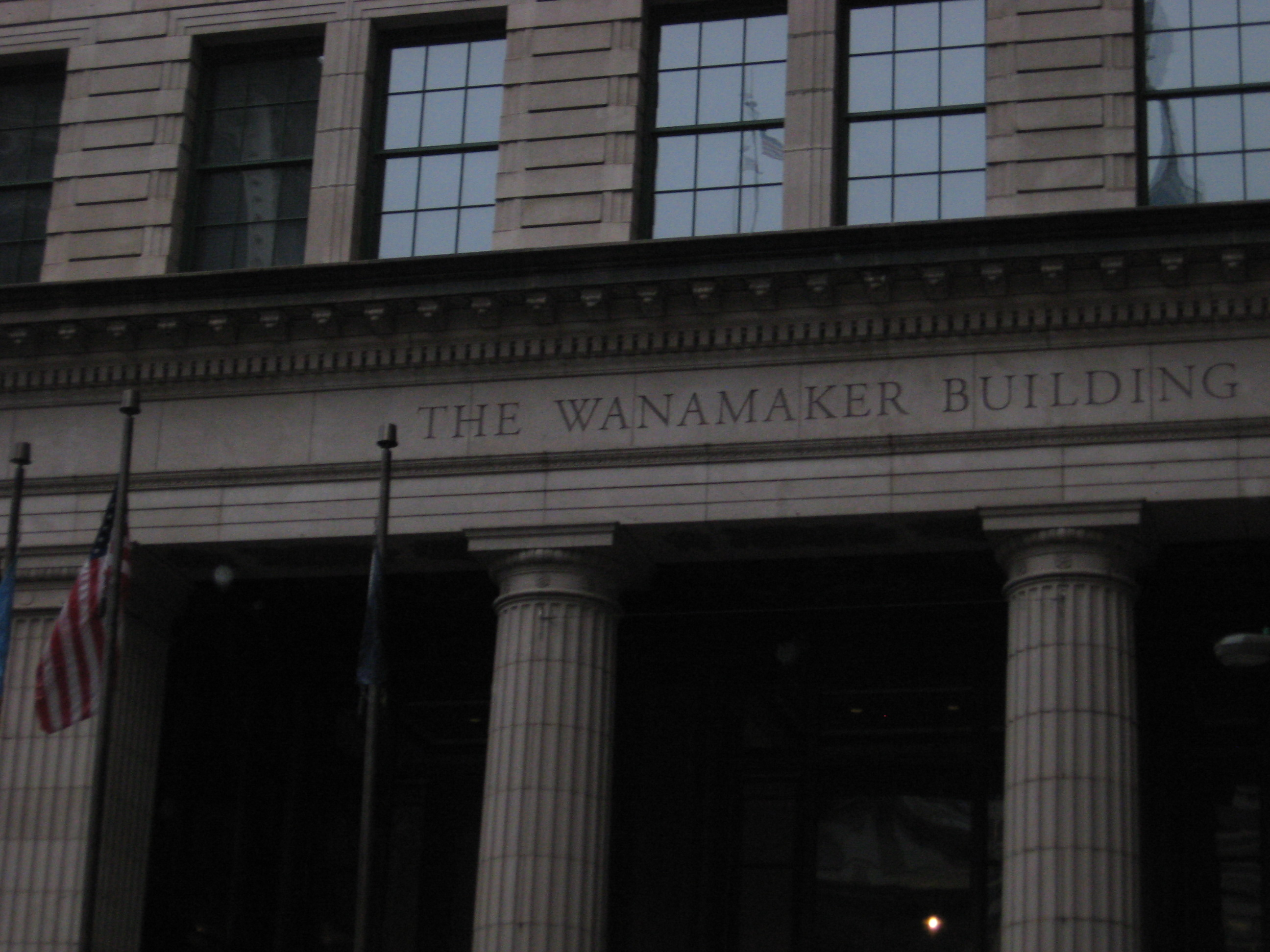
2013: El edificio Wanamaker en la calle 13 con Market St., Filadelfia

El "Edificio Wanamaker" era una gran tienda de granito de 12 pisos. Situado en Filadelfia, fue diseñado por el famoso arquitecto de Chicago Daniel H. Burnham. Se terminó de construir en 1910, cuando lo inauguró el presidente estadounidense William Howard Taft. La tienda se encuentra en el solar de "The Grand Depot", que abarca una manzana completa en la esquina de las calles Thirteenth y Market, frente al Ayuntamiento de Filadelfia. La nueva tienda, The Wanamaker Building, que todavía está en pie, se convirtió en una institución de la ciudad. Originalmente todo el espacio se dedicaba a los grandes almacenes y oficinas de la empresa, y ha llegado a ser una parte integral de la cultura de Filadelfia. La torre de oficinas superior se comercializó como el edificio de oficinas Wanamaker en 2018.

#### Grand Court
La característica más notable del edificio Wanamaker es su atrio central revestido de mármol de 12 pisos, comúnmente conocido como Grand Court, que se convirtió rápidamente en uno de los lugares favoritos de los habitantes de Filadelfia, destacable por el Wanamaker Eagle y por el Wanamaker Grand Court Organ. El atrio ha aparecido en películas importantes, como: "Nasty Habits" (1977), "Mannequin" (1987), "Blow Out" (1981) y "Doce Monos" (1995).

#### Órgano Wanamaker
El Wanamaker Grand Court Organ fue diseñado por George Ashdown Audsley y construido por la Los Angeles Art Organ Company para la Feria Mundial de San Luis de 1904. Este espléndido instrumento tenía 10.059 tubos y su construcción costó 105.000 dólares. Wanamaker compró el órgano en 1909 y lo hizo transportar desde San Luis en 13 vagones de carga. La instalación del órgano en Filadelfia duró dos años. Sonó por primera vez el 22 de junio de 1911, coincidiendo con la coronación del rey Jorge V de Inglaterra.
Se agregaron más de 8000 tubos al órgano entre 1911 y 1917. Hacia 1930, se instalaron otros 10.000 tubos adicionales, lo que eleva el número total actual a 28.750. El instrumento es de la escuela de diseño sinfónico estadounidense, destinado a combinar los recursos tradicionales del órgano con los colores tonales y la belleza de la orquesta sinfónica. Una vez al año, generalmente en junio, se celebra el "Día del órgano Wanamaker". Este festival gratuito dura la mayor parte del día.

#### Águila de Wanamaker
John Wanamaker compró una imagen de bronce de un ave esculpida por August Gaul, durante la exhibición de la escultura en los Estados Unidos en 1904, con ocasión de la Exposición Universal de San Luis. La escultura de 2500 libras de peso, es un punto focal del gran atrio de la tienda, cuyo suelo tuvo que ser reforzado para sostener la escultura. Conocido como el "Wanamaker Eagle", se convirtió en un famoso lugar de encuentro, y la frase "Meet me at the Eagle" ("Encuéntrame en el águila") se convirtió en un eslogan popular de Filadelfia.

#### Espectáculo de luces navideñas
En noviembre de 1955, la tienda contrató al diseñador de iluminación, Frederick Yost, para crear exhibiciones de temporada. Diseñó el espectáculo de luces navideñas para el Grand Court, creando una exhibición más actualizada que en años anteriores. Desde entonces, el espectáculo de luces navideñas se ha convertido en una querida tradición navideña anual para generaciones de habitantes de Filadelfia. En el siglo XXI, el espectáculo de luces se ha modernizado, pero ha conservado la apariencia del espectáculo original. Desde 2006, el Macy's Dickens Village ha estado ubicado en el tercer piso de la tienda, continuando una apreciada tradición navideña de Filadelfia que había comenzado en un lugar diferente en 1985.

### Expansión fuera de Filadelfia
Wanamaker se expandió a la ciudad de Nueva York en 1896, continuando un negocio mercantil originalmente iniciado por Alexander Turney Stewart. Se expandió internacionalmente con las European Houses of Wanamaker en Londres y París.
Wanamaker fue un innovador, creativo en su trabajo, un genio de las ventas y defensor del poder de la publicidad, aunque modesto y con una reputación duradera de honestidad.[cita requerida] Aunque no inventó el sistema de precio fijo, se le atribuye la creación de la etiqueta de precio; y lo popularizó como el estándar del sector. También inició la "garantía de devolución de dinero" que ahora es una práctica comercial estándar.
Brindó a sus empleados atención médica gratuita, educación, instalaciones recreativas, pensiones y planes de participación en las ganancias antes de que tales beneficios se consideraran habituales.
Los activistas laborales, sin embargo, lo conocían como un feroz oponente de la sindicalización. Durante una campaña de organización de 1887 por los Caballeros del Trabajo, despidió a los primeros doce miembros del sindicato que fueron descubiertos por sus detectives.
Wanamaker fue el primer minorista en colocar un anuncio de periódico de media página (1874) y el primer anuncio de una página completa (1879). Inicialmente escribía sus propios textos publicitarios, pero luego contrató al primer redactor publicitario a tiempo completo del mundo, John Emory Powers. Durante el mandato de Powers, los ingresos de Wanamaker se duplicaron de 4 millones a 8 millones de dólares.

## Director general de Correos
En 1889 Wanamaker fundó el First Penny Savings Bank para fomentar el ahorro. Ese mismo año fue nombrado director general de Correos de los Estados Unidos por el presidente Benjamin Harrison; siendo acusado por los diarios de comprar el cargo. Fue reconocido por sus partidarios como el introductor del primer sello conmemorativo y de muchas mejoras de eficiencia en el Servicio Postal. Introdujo un plan pionero para instaurar el servicio postal rural gratuito en los Estados Unidos, aunque no se puso en marcha hasta 1896.
En 1890, convenció al Congreso de que aprobara una ley que prohibiera la venta de billetes de lotería por correo, y luego persiguió activamente a los infractores. Esas acciones terminaron de forma efectiva con todas las loterías estatales en los Estados Unidos hasta que reaparecieron en 1964, en parte como un esfuerzo por socavar el crimen organizado.
El mandato de Wanamaker en la oficina de correos estuvo plagado de controversias. Despidió a unos 30.000 trabajadores postales bajo el entonces común "sistema de botín" durante su mandato de cuatro años, ya que era habitual que un cambio en la administración política condujera a nuevos nombramientos de sus propios seguidores. El cambio de tantos empleados provocó una gran confusión, ineficiencia y un enfrentamiento con el cruzado del servicio civil Theodore Roosevelt, un compañero republicano.
En 1890, encargó una serie de sellos que fueron ridiculizados en los medios nacionales como "los sellos de peor calidad jamás emitidos", tanto por la calidad de impresión como por los materiales. Cuando su almacén encargó copias anticipadas de la novela recién traducida La Sonata de Kreutzer de León Tolstoy, se pasó el plazo y el editor solo le ofreció el descuento regular. Wanamaker tomó represalias, prohibiendo el envío del libro en el Correo de los Estados Unidos por motivos de obscenidad.
Muchos periódicos importantes de Estados Unidos lo ridiculizaron por esta acción. En 1891 ordenó cambios en los uniformes de los carteros y fue acusado de hacer arreglos para que todos los uniformes se encargaran a una única empresa de Baltimore, con la que se creía que tenía vínculos económicos. En 1893, hizo una predicción pública en la Feria Mundial de Chicago de que el correo de EE. UU. seguiría dependiendo de la entrega en diligencia y a caballo durante un siglo, sin anticipar los efectos de los trenes, el automóvil y los camiones.
Durante la Primera Guerra Mundial, propuso públicamente que Estados Unidos comprara Bélgica a Alemania por la suma de cien mil millones de dólares, como alternativa a la continua carnicería de la guerra.
Llegaría a convertirse en el miembro más longevo del gabinete del presidente Benjamin Harrison.

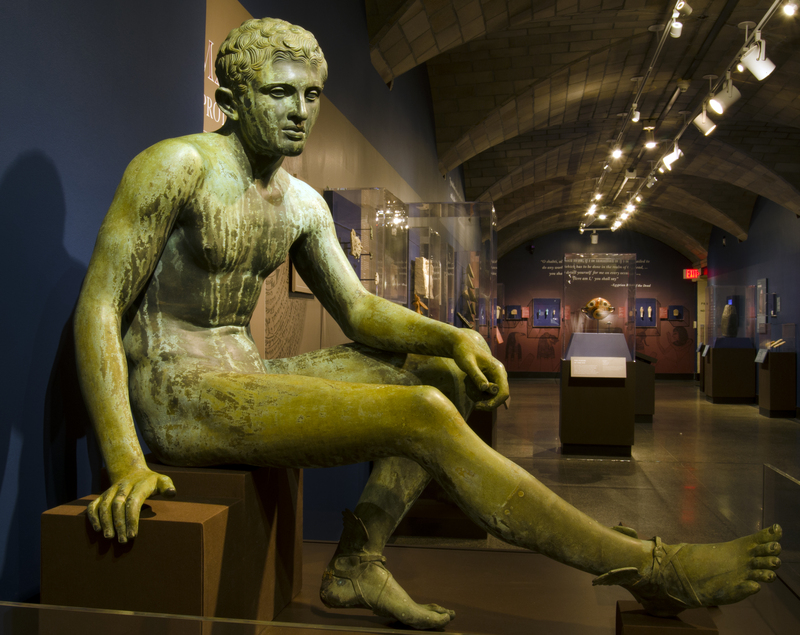
Estatua (reproducción) de Hermes sentado encargado por John Wanamaker, en exhibición en el Museo Penn

## Filantropía
Wanamaker era conocido por su apoyo filantrópico a los programas para ayudar a los pobres en Filadelfia. Cofundó la Sunday Breakfast Rescue Mission, un refugio para personas sin hogar y un comedor de beneficencia, en 1878. Desde entonces, Sunday Breakfast Rescue Mission se ha expandido para brindar más servicios, todavía presta apoyo a la población sin hogar de Filadelfia.
Ávido coleccionista de arte y antigüedades, hizo varias donaciones al Museo de Arqueología y Antropología de la Universidad de Pensilvania. Entre estas donaciones se encontraba una colección de reproducciones en bronce de artefactos descubiertos de las ruinas de Pompeya y Herculano, que Wanamaker había encargado a la Fundición Chiurazzi en Nápoles específicamente para el museo. Se los conoce colectivamente como Bronces Wanamaker.

## Muerte

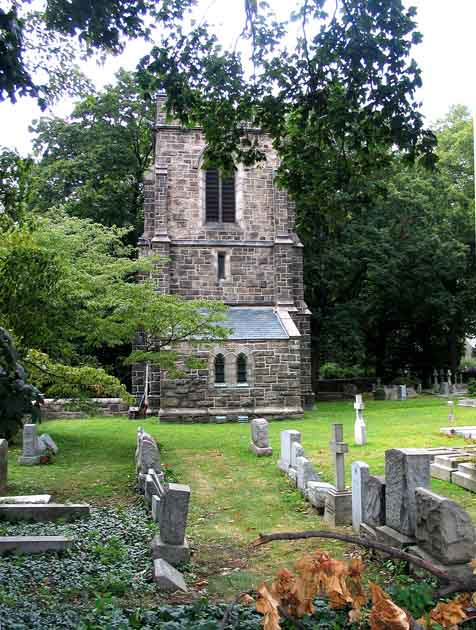
La tumba de la familia Wanamaker en Filadelfia, PA

Murió el 12 de diciembre de 1922. Su funeral fue el 14 de diciembre de 1922, con un servicio en la Iglesia Presbiteriana de Betania. Fue enterrado en la tumba de la familia Wanamaker en el cementerio de la Iglesia de St. James the Less en Filadelfia.
A su muerte, su fortuna se estimó en 100 millones de dólares, ($1 820 278 330 de hoy) dividido en partes iguales entre sus tres hijos y nietas vivos, Mary "Minnie" Wanamaker Warburton (Sra. Barclay Warburton), Patricia "Paddy" W. Estelle y Elizabeth Wanamaker McLeod, quienes recibieron importantes activos, bienes raíces e instrumentos en efectivo. El segundo hijo, Rodman, se convirtió en el único heredero del negocio del almacén. Murió en 1928, dejando a las empresas con un valor documentado de 36,7 millones de dólares [$637 097 416 hoy]. Rodman Wanamaker es acreditado como fundador de la Asociación de Golfistas Profesionales Estadounidenses y de los Millrose Games. Su primogénito, Thomas B. Wanamaker, murió en París en 1908.

## Legado
- Bustos de bronce en honor a Wanamaker y otros magnates de la industria están colocados entre el río Chicago y el Merchandise Mart en el centro de Chicago, Illinois.
- Un dicho popular que ilustra lo difícil que fue cuantificar la respuesta a la publicidad se atribuye a Wanamaker: "La mitad del dinero que gasto en publicidad se desperdicia; el problema es que no sé qué mitad".[28]
- A partir de 1908, Wanamaker financió la campaña de Anna Jarvis para que se reconociera oficialmente fiesta nacional del Día de la Madre. El 8 de mayo de 1914, el Congreso de los Estados Unidos aprobó una ley que designaba el segundo domingo de mayo como el Día de la Madre, que más tarde también se convirtió en fiesta internacional. Un marcador histórico dedicado por Pensilvania en honor a Jarvis y Wananmaker se encuentra en el Ayuntamiento de Filadelfia, al otro lado de la calle del gran almacén, donde se llevaron a cabo las primeras ceremonias del Día de la Madre.
- La fama de Wanamaker en su apogeo fue considerable en todo el mundo. En la obra original Pygmalion (1912) de George Bernard Shaw, Alfred Doolittle deja un legado de un millonario filántropo estadounidense llamado "Ezra Wanafeller", que combina el nombre de Wanamaker con el de John D. Rockefeller, Sr.
- John Wanamaker era propietario de casas en Filadelfia, Cape May Point y Bay Head (Nueva Jersey), Nueva York, Florida, Londres, París y Biarritz . Tenía una casa adosada en el 2032 de Walnut Street en Filadelfia, que fue diseñada de manera similar a una casa solariega inglesa y poseía un Órgano Filarmónico Welte.[29] Murió en esta residencia. La fachada de este edificio aún se conserva. Durante la construcción en 1980 del nuevo rascacielos Wanamaker House en la propiedad adyacente en Walnut Street, la fachada de la casa Wanamaker original se instrumentó de cerca para asegurar su preservación. Thomas Edison, su amigo cercano, fue uno de los portadores del féretro en el funeral de Wanamaker.
- Su casa de campo, la mansión Lindenhurst en Cheltenham Township, Pensilvania, estaba situada en el camino de York, por debajo de Washington Lane ( 40°05′07″N 75°07′52″O / 40.0853, -75.1311).[30] La mansión original fue diseñada por el arquitecto E. A. Sargent de Nueva York; el presidente Harrison la visitó.[31] Se construyó una mansión neoclásica cuando se quemó el Lindenhurst victoriano original en 1907, destruyendo gran parte de la colección de arte de Wanamaker. En la propiedad se construyó una estación de ferrocarril, Chelten Hills (ubicada debajo de Jenkintown y que ya no existe), además de su vasta mansión. El campus de la Universidad de Salus forma parte de la antigua finca.[32]
- Un fideicomiso familiar era dueño de la cadena de tiendas de Wanamaker, administrado por un sistema de albaceas establecido por el testamento de Rodman Wanamaker. En 1978, la empresa se vendió a Carter Hawley Hale, Inc. La cadena de 15 tiendas fue adquirida por Woodward & Lothrop en 1986, y la tienda del centro pasó a llamarse Lord & Taylor. Woodies se declaró en quiebra a principios de la década de 1990, incluyendo las tiendas Wanamaker, vendidas a May Department Stores Company el 21 de junio de 1995. En agosto de 2006, la tienda insignia de Filadelfia pasó de Lord & Taylor a Macy's.
- John Wanamaker intervino decisivamente en la fundación del Williamson College of the Trades (originalmente, 'Williamson Free School of Mechanical Trades') en Elwyn, Filadelfia. Fue nombrado por su amigo y mentor, Isaiah Vansant Williamson, quien murió en 1889, poco después de fundar la escuela. Wanamaker fue el presidente del primer consejo de administración de la escuela, asumiendo la visión y la planificación prevista por Williamson para el centro. La junta organizó un concurso para el diseño de los edificios originales del campus y seleccionó al famoso arquitecto de Filadelfia, Frank Furness (Furness, Evans & Company). Wanamaker ha sido conmemorado de muchas maneras en la escuela, especialmente con The John Wanamaker Free School of Artisans, que abarca los talleres de instrucción comercial y se considera el corazón de la universidad. Un dormitorio, fundaciones y grupos también se nombran en su honor. Wanamaker escribió en privado una biografía de Williamson titulada, Life of Isaiah V. Williamson, que se publicó póstumamente en 1928.[33]
- John Wanamaker era un Masón de Pensilvania. La Medalla Humanitaria Masónica John Wanamaker fue creada por resolución de la Gran Logia de Pensilvania en la Comunicación Trimestral de diciembre de 1993. La medalla, también llamada "Medalla Wanamaker", debe otorgarse a una persona (hombre o mujer) que, al no ser masón, apoya los ideales y la filosofía de la Fraternidad Masónica. A discreción del Gran Maestro de R. W., la medalla se otorga a quien personifica los altos ideales de John Wanamaker: un ciudadano de espíritu público, amante de todas las personas y dedicado a hacer el bien. La medalla se ha presentado con moderación para mantener el gran prestigio asociado con un premio creado por resolución de la Gran Logia de Pensilvania.[34]
- John Wanamaker fue fundamental en la visión y planificación del Ben Franklin Parkway en Filadelfia.

## Lecturas relacionadas
- Sobel, Robert (1974). «John Wanamaker : The Triumph of Content Over Form». The Entrepreneurs: Explorations Within the American Business Tradition. New York: Weybright & Talley. pp. 73–109. ISBN 0-679-40064-8.
- Burt, Olive W. (1952). John Wanamaker: Boy Merchant. Childhood Of Famous Americans Series. The Bobbs-Merrill Company. (children's biography)
- Wanamaker's: Meet Me at the Eagle. The History Press. 2010. ISBN 978-1-62619-068-9.